# Console (videogiochi)

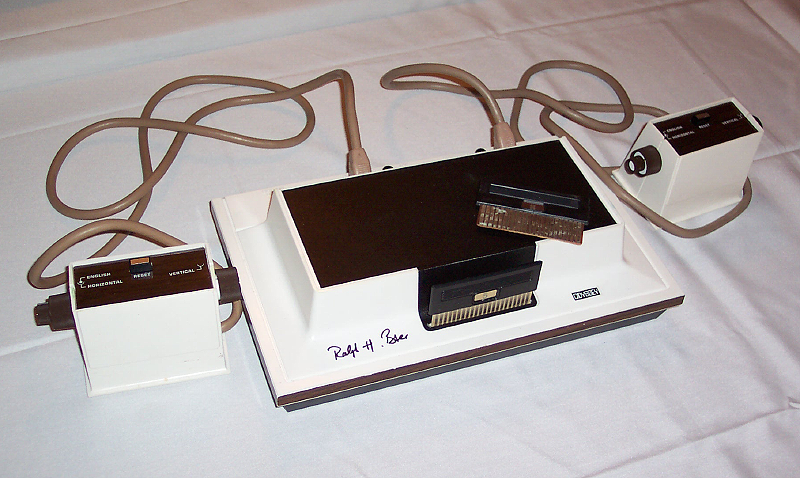
Una Magnavox Odyssey, prima console uscita sul mercato, autografata da Ralph Baer

Una console (termine francese, pron. /kɔ̃.sɔl/; pronuncia italianizzata /konˈsɔl/ - "consòl"), meno comunemente scritto consolle, è un apparecchio elettronico concepito esclusivamente o primariamente per giocare con i videogiochi. Il termine si riferisce agli apparecchi concepiti per uso privato, che per la visualizzazione possono connettersi a un normale televisore oppure, nel caso delle console portatili, essere dotati di uno schermo integrato. Una console può integrare anche funzioni aggiuntive, come ad esempio la riproduzione di CD audio, DVD video e Blu-ray e l'utilizzo dei servizi internet.
Nei primi anni di esistenza delle console, i modelli generalmente permettevano di giocare solo a un numero limitato di videogiochi implementati al loro interno; oggi apparecchi di questo tipo vengono definiti "console dedicate" e ne vengono ancora prodotti occasionalmente. Nella sua implementazione moderna la console invece è più simile a un computer, che esegue videogiochi sotto forma di software memorizzato su un supporto di memorizzazione. Quando è necessario precisare che il software è su supporti intercambiabili, si usa il termine "console programmabile".

## Storia

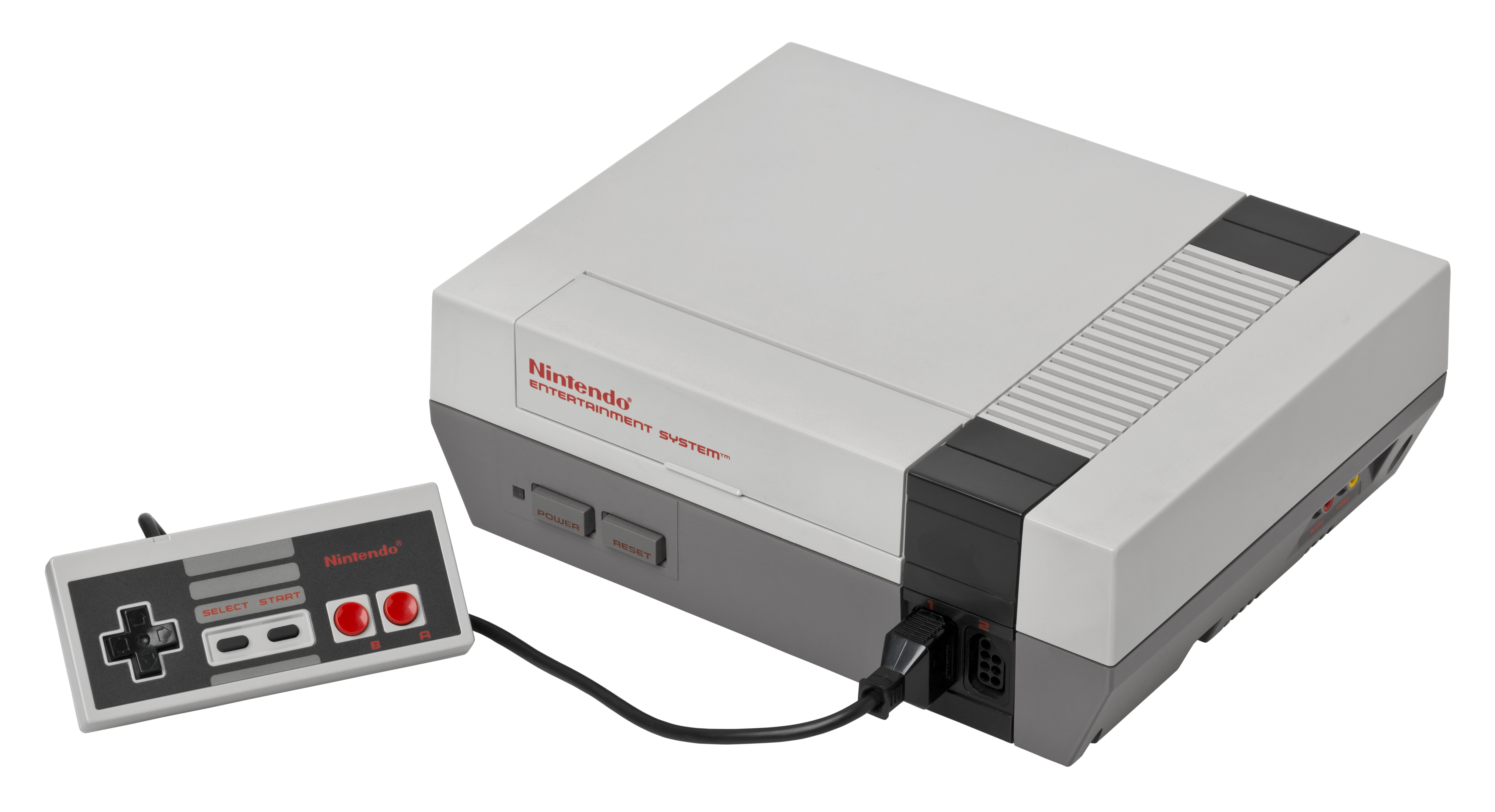
Il NES di Nintendo

La prima console prodotta commercialmente è la Magnavox Odyssey, uscita in Nord America nel 1972, sebbene il suo ideatore Ralph Baer stesse elaborando prototipi già dagli anni '60. Il concetto di console ha raggiunto maggiore celebrità con l'uscita della versione casalinga del gioco Pong (1975).
Dagli anni ottanta molte industrie si avvicendano nella produzione di console sempre più potenti e capaci di eseguire programmi di grande complessità. Complice anche l'enorme diffusione dei computer casalinghi, diverse aziende come Atari, SEGA e Nintendo diventano protagoniste della diffusione delle console. Soprattutto quest'ultima, che nel 1983 pubblica il Family Computer (noto anche come Famicom) in Giappone. Questa console supporta figure bidimensionali ad alta risoluzione e in generale una grafica più definita e colorata rispetto alle console concorrenti. Inoltre i giochi del Famicom hanno una longevità superiore rispetto ai giochi passati e una grafica maggiormente dettagliata. La console è un successo in patria, grazie anche alle conversioni di videogiochi arcade da sala giochi come Donkey Kong; per questo motivo nel 1985 la Nintendo decide di entrare nel mercato nordamericano.
La versione statunitense della console si chiama Nintendo Entertainment System e ha un aspetto diverso. Inoltre le cartucce - detta game pak - per i giochi hanno forma diversa, sono più grandi e di colore grigio: la loro grandezza le permette di avere all'interno un chip per il salvataggio dei giochi (in Giappone il Famicom necessitava del Famicom Disk System per il salvataggio dei giochi). La console ha un grande successo, grazie soprattutto al gioco Super Mario Bros., che ha larga diffusione e vende milioni di copie. Questo successo della console salva il mercato videoludico nordamericano dalla crisi dei videogiochi del 1983.
Il Nintendo Entertainment System (abbreviato in NES) diventa la console più venduta nel Nord America, nel mondo vende più di 60 milioni di unità. Nintendo diventa l'azienda videoludica numero uno incontrastata del settore negli Stati Uniti, grazie soprattutto alla crescente popolarità dei suoi prodotti. Nella seconda metà degli anni ottanta si affermano titoli innovativi per l'epoca che danno origine a storiche saghe del mondo videoludico, come Super Mario Bros. (il personaggio protagonista, l'idraulico Mario, ottiene grande popolarità), The Legend of Zelda, Metroid, Dragon Quest (conosciuto però come Dragon Warrior), Final Fantasy, Kid Icarus, Castlevania e molti altri. Motivo di grande successo per il NES è anche l'innovativo gamepad, che grazie alla croce direzionale inventata da Gunpei Yokoi e ai due tasti A e B permette un sistema di controllo più preciso e intuitivo rispetto ai gamepad delle console precedenti.
Il primo settembre 1986 il NES arriva in Europa, in una versione del tutto simile alla controparte statunitense, dove ottiene un buon successo, anche se inferiore rispetto al territorio nordamericano. In Europa anche il Master System della SEGA (che non è riuscito a competere con il NES in Nord America e in Giappone) riesce a ritagliarsi una buona fetta di mercato e il NES divide con questa macchina il proprio successo. Il NES rimane la console per videogiochi più venduta e di maggior successo commerciale fino all'uscita del Game Boy, console portatile di Nintendo prodotta a partire dal 1989. Nel 2003 il NES è ancora in terza posizione nella classifica delle console più vendute fino a quel periodo.
Nel 1990 esce in Giappone il successore del NES, il Super Famicom, che l'anno successivo verrà importato sul suolo nordamericano con il nome di Super Nintendo (abbreviato in SNES). La console ottiene un buon riscontro di vendite e una larga diffusione, grazie anche a giochi di successo come Super Mario World, The Legend of Zelda: A Link to the Past, Super Metroid o molti titoli di genere JRPG, in generale vende circa 50 milioni di unità.

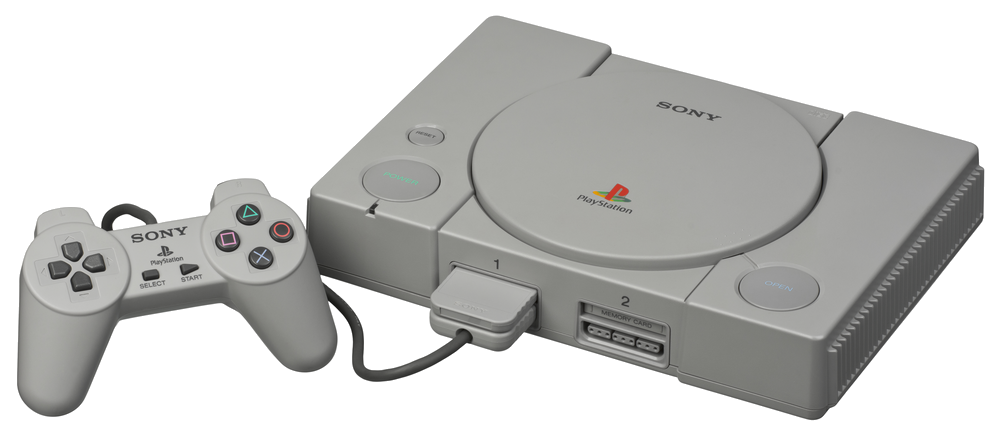
La PlayStation prodotta dalla Sony

Tra 1994 e il 1995, con l'introduzione dei processori basati sulle architetture RISC a 32 bit, avviene il salto generazionale che vede PlayStation e Nintendo 64 come protagonisti assoluti di una svolta tecnologica tale da influenzare il modus vivendi di gran parte del mondo videoludico, con favorevoli bilanci economici, e la nascita di nuovi mercati e di nuove prospettive nel mondo dei videogiochi e delle console.
Agli inizi del nuovo millennio SEGA abbandona il mercato delle console, dopo il flop commerciale del Dreamcast, rimanendo però un importante e prolifico produttore di software per altre piattaforme. Nel 2003 Nintendo vede un periodo di calo delle vendite dovuto all'insuccesso del GameCube.
Anche Microsoft nel 2001 decide di fare il suo ingresso nel mercato delle console, presentando Xbox, una console dotata di processori Intel e Nvidia e caratterizzata dalla presenza del disco rigido interno, che denota l'affacciarsi di un nuovo cambiamento evolutivo che sempre più si avvicina alla complessità strutturale dei moderni personal computer. La Microsoft alla fine del 2005 lancia sul mercato l'Xbox 360 e nel 2013 la Xbox One.
Nel 2006 in Italia Nintendo, anche se a fronte di una perdita di utili, riesce per un certo periodo a tornare leader di mercato grazie al Wii, console di nuova generazione caratterizzata da comandi basati su puntatori ottici e accelerometri, che rilevano il movimento nello spazio e lo proiettano in tempo reale sullo schermo.

### Cronologia grafica delle console da tavolo
I seguenti grafici mostrano gli anni di commercializzazione delle principali console da tavolo.
America del Nord
Giappone
Europa

### Le generazioni
In base all'evoluzione tecnologica le console possono essere raggruppate in generazioni, si parla di attuale generazione (o current gen) per le ultime console in commercio e che sono le più avanzate tecnologicamente, mentre si parla di nuova generazione (o next gen) per le console di futura commercializzazione e di vecchia generazione (old gen) per le console a fine carriera e non più in commercio.
Console profondamente differenti tra di loro possono appartenere alla stessa generazione.
Elenco delle generazioni e dei più noti modelli:
- Prima generazione

Magnavox Odyssey, Pong, Coleco Telstar, Ping-o-Tronic, Color TV Game
- Seconda generazione

Fairchild Channel F, Atari 2600, Philips Videopac, Intellivision, Game & Watch, Atari 5200, CreatiVision, ColecoVision, Vectrex
- Terza generazione

Nintendo Entertainment System (Family Computer in Giappone), Sega Master System (Sega Mark III in Giappone), Atari 7800
- Quarta generazione

TurboGrafx 16, Sega Mega Drive, Game Gear, Super Nintendo Entertainment System (Super Famicom in Giappone), Neo Geo, CD-i, Game Boy, Atari Lynx
- Quinta generazione

Amiga CD32, 3DO, Atari Jaguar, PC-FX, Sega Saturn, PlayStation, Virtual Boy, Nintendo 64, Game Boy Color
- Sesta generazione

Dreamcast, PlayStation 2, GameCube, Xbox, Game Boy Advance
- Settima generazione

Xbox 360, PlayStation 3, Wii, Nintendo DS, PlayStation Portable
- Ottava generazione

Nintendo 3DS, PlayStation Vita, Wii U, PlayStation 4, Xbox One, Nvidia Shield, Nintendo Switch, Steam Machine, Ouya
- Nona generazione

PlayStation 5, Xbox Series X, Xbox Series S, Steam Deck, Nintendo Switch 2

## Descrizione
Numerose sono le industrie e le aziende che hanno prodotto e realizzato console di ogni tipo. Così come avviene nel mondo dei personal computer, anche il mercato delle console presenta una classificazione con la quale si categorizzano i diversi tipi di dispositivi. Le console generalmente vengono distinte principalmente in "portatili" e "da tavolo" (o "fisse").
Le console portatili (come per esempio il Nintendo Game Boy, il Nintendo Switch Lite o la PlayStation Vita) sono dispositivi palmari di piccole dimensioni, dotati di:
- schermo integrato, ad esempio a cristalli liquidi;
- alimentazione a batterie;
- periferiche di controllo di solito integrate;
- se disponibile, lettore di supporti di memoria di dimensioni contenute, ad esempio cartucce, disco ottico, scheda SD o microSD, nelle quali è memorizzato il gioco e/o si possono eseguire i salvataggi.

Le console "da tavolo" sono di maggiori dimensioni, circuiteria più complessa (simile a quella dei moderni personal computer), presenza di connettori dove collegare periferiche come gamepad o altro, un cavo per l'alimentazione e uno per la connessione a uno schermo televisivo. Questi dispositivi si distinguono dai normali personal computer per la loro ridotta espandibilità, per la ridotta disponibilità di applicazioni non dedicate all'intrattenimento e per la facilità di utilizzo. Sono generalmente composte da una base centrale, contenente l'elettronica della console, le periferiche e i connettori di collegamento a:
- rete elettrica e presa dell'alimentatore;
- porte per eventuali dispositivi di comando remoti (joystick e/o gamepad) e loro ricarica, o per collegare altre periferiche;
- collegamento al monitor e/o al televisore di casa;
- eventuale slot per inserimento di cartucce programmate contenenti i giochi su cartuccia o lettore ottico per la lettura di CD, DVD e Blu-ray;
- eventuale presa di rete Ethernet che permette la connessione per l'accesso a servizi internet e videogiochi multigiocatore.

Entrambi i tipi, sia portatili che da tavolo, nelle versioni recenti dispongono di circuito Wi-Fi per la connessione diretta ad altri dispositivi, alla rete locale e a Internet.
Il caso della console Nintendo Switch (2017) è particolare, di fatto rientra nella categoria delle portatili essendo dotata di batterie e schermo, ma è la prima console portatile sviluppata per consentire una fruizione analoga a una console fissa, questo comunemente la fa definire ibrida.

### Sistema operativo
Il sistema operativo è un software che controlla e gestisce il traffico dei dati all'interno del computer fungendo anche da intermediario tra hardware, software e diversi programmi in esecuzione. Ormai ogni oggetto tecnologico è provvisto di un sistema operativo: cellulari, palmari, console, eccetera.
Le prime console ad apparire sul mercato non disponevano di un sistema operativo. Per esempio l'Atari 2600 (1977) funzionava a cartucce e aveva su di esse tutto ciò che era necessario per far girare il gioco. L'avvento di Intellivision (1980) ha fatto sì che sorgesse la necessità di avere un sistema operativo separato dalle cartucce: così nacque Exec, il cui scopo era quello di farsi carico di tutti i compiti primari, lasciando alla cartuccia le istruzioni più importanti. Questo sistema operativo era collocato in una ROM nell'unità centrale, a cui ogni cartuccia poteva accedere.
Con il passare degli anni si arrivò alla nascita delle tre console, che da quel momento in avanti avrebbero diviso l'utenza in tre grandi gruppi: la PlayStation (1995) della Sony, l'Xbox (2001) della Microsoft e il Gamecube (2001/2002) di Nintendo.
Il Nintendo Gamecube aveva un sistema operativo già installato all'interno della console chiamato Gcos, al quale tuttavia si possono apportare delle modifiche.
Inizialmente la console della Sony, seguendo i predecessori, aveva un sistema operativo (il WGAF) sul chip della scheda madre. Solo dalla Playstation 3 il sistema operativo è installato sul disco fisso interno. Nella Playstation 4 viene usato il sistema operativo "Orbis OS", basato su una versione modificata di FreeBSD 9.0.
L'Xbox invece nasce già con un disco rigido interno in cui è presente un sistema operativo realizzato appositamente per la console. Questo va sotto il nome di Dashboard e ha alcune delle API presenti in Win32. I vantaggi nell'avere un sistema operativo proprio sono molteplici: è molto più semplice apportare modifiche, non c'è un grande livello di astrazione hardware e si ha un guadagno dal punto di vista della sicurezza.

### Potenza
Con il passaggio generazionale tra le varie console si nota un aumento prestazionale delle console, ma bisogna tenere in considerazione la differenza tra i vari settori di gioco. In particolar modo i dispositivi fissi da casa hanno prestazioni maggiori rispetto ai dispositivi portatili, mentre quelli ibridi si posizionano in modo intermedio e generalmente hanno livelli di potenza differenti a seconda della configurazione (portatile o fissa nella base di supporto/dock), ma esistono anche eccezioni, come le console Nintendo a partire dalla Wii in poi, le quali si posizionano a livelli prestazionali della generazione precedente.
Il fattore potenza o architettura (sponsorizzata come innovativa e prestante) venne utilizzato in passato dalle aziende per sponsorizzare le proprie console, generando in alcuni casi una guerra delle console; la prima azione di tal genere si ha tra Sega e Nintendo durante la quarta generazione delle console, dove Sega fece una campagna pubblicitaria aggressiva che puntava sulla velocità della console, ma anche sullo sviluppo di giochi che richiedevano elevate velocità d’esecuzione, che non sarebbero mai potuti essere convertiti per la console rivale. Tutto questo riuscì a limitare il grande successo del Super Nintendo, il quale era invece dotato di maggiori capacità grafiche.
Se in passato la differenza di potenza poteva influire sulla qualità dei titoli presentati o sull'impossibilità di presentare giochi su determinate console, a partire dalla settima generazione delle console (ad eccezione della Wii) queste differenze sono pressoché inesistenti e con un hardware sempre più simile a quello PC (convergenza avviata con la prima Xbox del 2001), ma permane l'esclusività dettata dalle politiche e accordi aziendali.
Per quanto riguarda il passaggio tra la ottava e la nona generazione delle console la differenza visiva risulta essere in molti casi anche relativamente contenuta (imputabile all'introduzione del ray tracing che richiede molta più computazione), mentre il grande miglioramento si ha nei caricamenti e affinamenti del sistema di gioco, che consentono l'ampliamento delle possibilità e versatilità dei titoli.

## Personalizzazioni

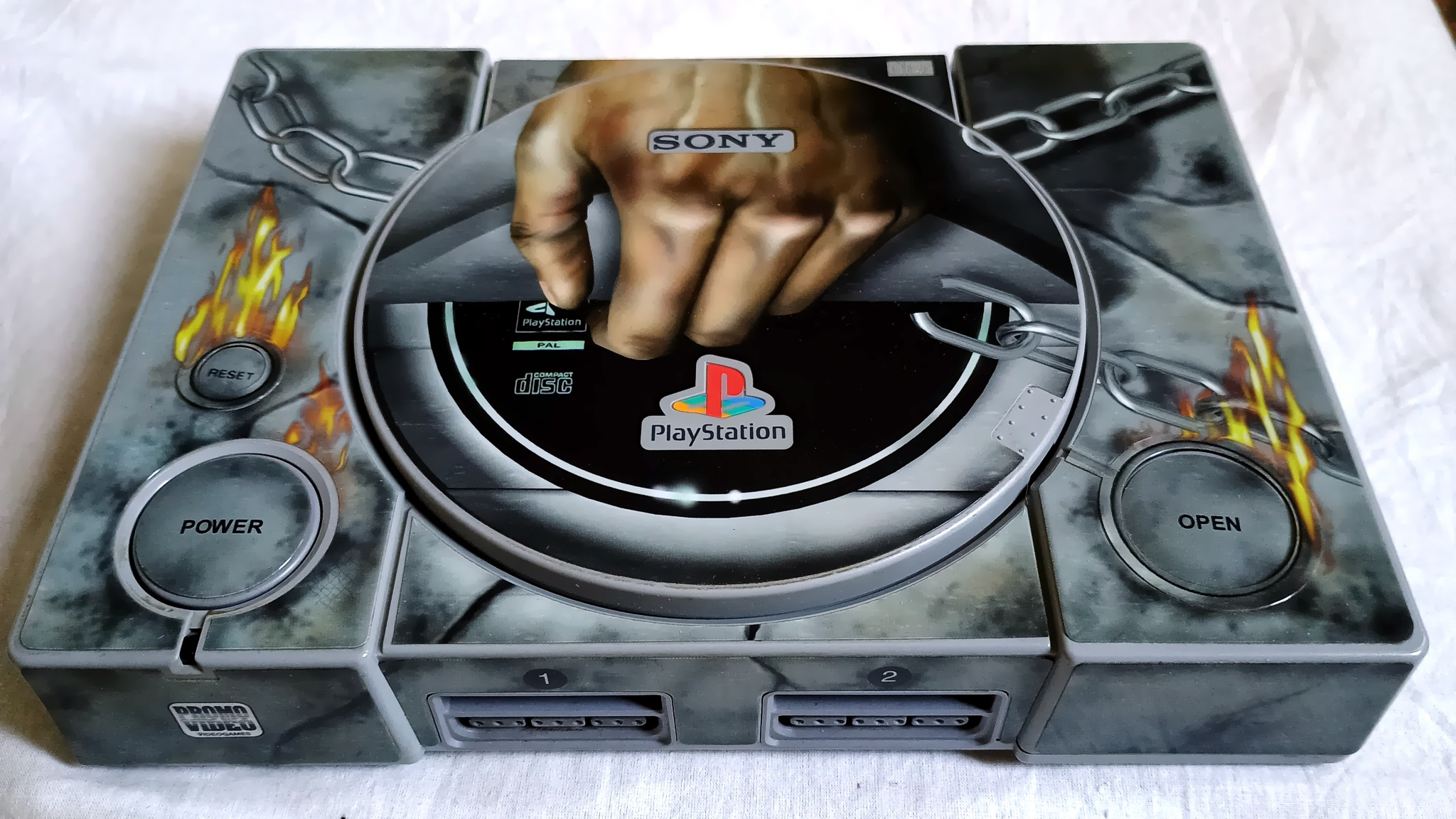
Sony PlayStation con personalizzazione estetica adesiva

Le varie console possono essere disponibili anche in forme alternative come la Nintendo 64 Pokemon Pikachu Edition oppure come l'era NES/Sega Master System e SNES/Genesis nelle revisioni hardware o nelle distribuzioni dei vari mercati, oppure con colorazioni alternative ufficiali o meno, alcune soluzioni di personalizzazione prevedono anche l'applicazione di adesivi che vanno a personalizzare maggiormente la console.
Oltre alle personalizzazioni estetiche originali o meno le console possono essere soggette ad altre rielaborazioni a livello hardware, come l'adattamento delle uscite video, come per adattare le vecchie console per i nuovi standard.